# The Heat
A The Heat Toni Braxton amerikai énekesnő harmadik albuma. 2000-ben jelent meg. Ellentétben két előző albumával, melyeken főleg R&B- és popballadák szerepeltek, ezen az albumon a számok többsége erős hiphop-hatást mutat, két dalban is közreműködik vendégrapper (Dr. Dre a Just Be a Man About Itben és Lisa „Left Eye” Lopes a Gimme Some-ban). Pár ballada erre az albumra is felkerült, kettőt Diane Warren írt, aki korábban Braxton nagy slágerét, az Un-Break My Heartot is. A legtöbb dalt, közte a csaknem teljesen instrumentális The Art of Love-ot is Braxton és férje, Keri Lewis írta.
Az album a Billboard 200 slágerlista 2. helyén nyitott, a megjelenését követő első héten 199 000 példányban kelt el. Az USA-ban kétszeres platinalemez kétmillió eladott példánnyal, világszerte hatmillió példány kelt el belőle. 2001-ben Grammy-díjra jelölték legjobb R&B-album kategóriában, az első kislemez, a He Wasn’t Man Enough elnyerte a díjat a legjobb női R&B-előadás kategóriában és egy jelölést is kapott, a legjobb R&B-dal kategóriájában.

## Számlista
| #   | Cím                                    | Szerző                                                                                 | Hossz |
| --- | -------------------------------------- | -------------------------------------------------------------------------------------- | ----- |
| 1.  | He Wasn’t Man Enough                   | Rodney Jerkins, Fred Jerkins III, LaShawn Daniels, Harvey Mason, Jr.                   | 4:21  |
| 2.  | The Heat                               | Toni Braxton, Keri Lewis                                                               | 3:30  |
| 3.  | Spanish Guitar                         | Diane Warren                                                                           | 4:47  |
| 4.  | Just Be a Man About It (feat. Dr. Dre) | Braxton, Johnta Austin, Teddy Bishop, Bryan-Michael Cox, Scott Storch                  | 4:50  |
| 5.  | Gimme Some (feat. Lisa Lopes)          | Braxton, Lopes, Babyface, Jazze Pha                                                    | 4:03  |
| 6.  | I’m Still Breathing                    | Warren                                                                                 | 4:15  |
| 7.  | Fairy Tale                             | Babyface, Tommy Sims, Marc Harris                                                      | 4:22  |
| 8.  | The Art of Love                        | Braxton, Lewis                                                                         | 3:47  |
| 9.  | Speaking in Tongues                    | Braxton                                                                                | 3:46  |
| 10. | Maybe                                  | Braxton, Keith Crouch, John Smith, Mechallie Jamison, Samuel Gause                     | 3:08  |
| 11. | You’ve Been Wrong                      | Braxton, Brian Casey, Brandon Casey, Teddy Bishop, Kevin Hicks, Thom Bell, Linda Creed | 3:45  |
| 12. | Never Just for a Ring                  | Daryl Simmons, Braxton, Pure Soul                                                      | 4:01  |

## Kislemezek
- He Wasn’t Man Enough (2000)
- Spanish Guitar (2000)
- Just Be a Man About It (2000)
- Maybe (2001)

## Helyezések
| Slágerlista (2000)                   | Legfelső helyezés |
| ------------------------------------ | ----------------- |
| USA Billboard 200                    | 2                 |
| USA Billboard Top R&B/Hip-Hop Albums | 1                 |
| USA Billboard Top Internet Albums    | 2                 |
| Ausztrál ARIA albumslágerlista       | 14                |
| Belga Ultratop 50 Albums             | 9                 |
| Belga Ultratop 40 Albums             | 9                 |
| Brit albumslágerlista                | 3                 |
| Finn albumslágerlista                | 27                |
| Francia albumslágerlista             | 9                 |
| Holland albumslágerlista             | 3                 |
| Kanadai albumslágerlista             | 1                 |
| Német albumslágerlista               | 3                 |
| Norvég albumslágerlista              | 4                 |
| Olasz albumslágerlista               | 18                |
| Osztrák albumslágerlista             | 7                 |
| Svájci albumslágerlista              | 2                 |
| Svéd albumslágerlista                | 6                 |
| Új-zélandi RIANZ albumslágerlista    | 30                |
| Nemzetközi egyesített slágerlista    | 2                 |